# Andrea Bonomi (fotbalista)
Andrea Bonomi (14. únor 1923, Cassano d'Adda, Italské království – 26. listopad 2003, Cassano d'Adda, Itálie) byl italský fotbalový obránce.
Jako šestiletý chlapec se málem utopil v řece a zachránil jej desetiletý hoch který se posléze stal nejslavnější fotbalista v Itálii, jmenoval se Valentino Mazzola.
Byl skvělým krajním obráncem v klubu AC Milán za který odehrál 239 utkání za deset let. Poslední tři sezony odehrával zápasy jako kapitán. V sezoně 1950/51 získal svůj jediný titul v lize. V roce 1952 odešel do druholigové Brescie, kde odehrál dvě sezony. Kariéru ukončil v Piacenze v roce 1955.
Za reprezentaci odehrál jedno utkání.

## Hráčská statistika
| Sezóna  | Klub     | Liga      | Liga   | Liga | Ligové poháry | Ligové poháry | Ligové poháry | Kontinentální poháry | Kontinentální poháry | Kontinentální poháry | Celkem | Celkem |
| Sezóna  | Klub     | Soutěž    | Zápasy | Góly | Soutěž        | Zápasy        | Góly          | Soutěž               | Zápasy               | Góly                 | Zápasy | Góly   |
| ------- | -------- | --------- | ------ | ---- | ------------- | ------------- | ------------- | -------------------- | -------------------- | -------------------- | ------ | ------ |
| 1942/43 | Milán    | Serie A   | 4      | 0    | -             | 0             | 0             | -                    | 0                    | 0                    | 4      | 0      |
| 1945/46 | Milán    | 1. divize | 38     | 3    | -             | 0             | 0             | -                    | 0                    | 0                    | 38     | 3      |
| 1946/47 | Milán    | Serie A   | 37     | 0    | -             | 0             | 0             | -                    | 0                    | 0                    | 37     | 0      |
| 1947/48 | Milán    | Serie A   | 38     | 0    | -             | 0             | 0             | -                    | 0                    | 0                    | 38     | 0      |
| 1948/49 | Milán    | Serie A   | 29     | 0    | -             | 0             | 0             | -                    | 0                    | 0                    | 29     | 0      |
| 1949/50 | Milán    | Serie A   | 25     | 0    | -             | 0             | 0             | -                    | 0                    | 0                    | 25     | 0      |
| 1950/51 | Milán    | Serie A   | 38     | 1    | -             | 0             | 0             | -                    | 0                    | 0                    | 38     | 1      |
| 1951/52 | Milán    | Serie A   | 22     | 0    | -             | 0             | 0             | -                    | 0                    | 0                    | 22     | 0      |
| 1952/53 | Brescia  | Serie B   | 31     | 0    | -             | 0             | 0             | -                    | 0                    | 0                    | 31     | 0      |
| 1953/54 | Brescia  | Serie B   | 16     | 0    | -             | 0             | 0             | -                    | 0                    | 0                    | 16     | 0      |
| 1954/55 | Piacenza | Serie C   | 5      | 0    | -             | 0             | 0             | -                    | 0                    | 0                    | 5      | 0      |
| Celkově | Celkově  | Celkově   | 282    | 4    | -             | 0             | 0             | -                    | 0                    | 0                    | 282    | 4      |

## Hráčské úspěchy

### Klubové
- 1× vítěz italské ligy (1950/51)

### Reprezentační
- 1× na MP (1948–1953)